# Nelson de Souza
Ângelo Nelson do Rosário de Souza ComMAIC (Índia, 1954) é um economista português, que foi Ministro do Planeamento no XXII Governo Constitucional (2019-2022).

## Carreira
Tem uma carreira dedicada à política e à economia. Esteve na administração do IAPMEI (Agência para a Competitividade e Inovação) (1996-2000), dirigiu a Direção-geral da Indústria (1977-1995), e durante os governos de José Sócrates (2005-2011), geriu os programas de fundos comunitários PRIME e COMPETE.
Integrou o XIV Governo Constitucional de António Guterres (2000-2001), como secretário de Estado das Pequenas e Médias e Empresas (PME) e do Comércio e Serviços.
Foi diretor municipal de Finanças na Câmara Municipal de Lisboa (2013-2015).
No setor privado foi diretor-geral executivo da Associação Industrial Portuguesa (2012-2013).
A 17 de março de 1993, foi agraciado com o grau de Comendador da Ordem Civil do Mérito Agrícola, Industrial e Comercial Classe Industrial.